# 井口丑二
井口 丑二（いのくち うしじ、慶応元年2月22日（1865年3月19日） - 昭和2年（1927年）9月20日）は、日本の宗教家、政治家。

## 経歴
長崎県南高来郡南有馬村（現・南島原市）生まれ。1882年-1886年、同郡口之津村小学校訓導。1887年-1889年、口之津村役場書記、有給助役。1890年-1898年、『長崎新聞』編集に従事。1894年・1898年、長崎県会議員に当選。1899年-1903年、新聞事業調査のためイギリス・フランス・アメリカ合衆国に出張。1904年-1905年、杉井組経理担当社員として大韓帝国で勤務。帰国後1906年に二宮尊徳を知りその研究に専念。地方改良運動に従事する農商務省嘱託職員として岐阜県恵那郡蛭川村に入り、1916年、廃仏毀釈の徹底した同村に大日本神国教（神国教）を創始、尊徳の思想の普及に努めた。1927年尊徳全集の刊行を計画し、その編集に関わった。